# 1-й Автозаводский проезд
1-й А̀втозаво́дский прое́зд (название с 15 марта 1954 года, прежнее название Тю́фелев проезд (часть)) — проезд в Южном административном округе города Москвы на территории Даниловского района. Находится между Автозаводской площадью и железнодорожной линией. Нумерация домов ведётся от Автозаводской площади.

## Происхождение названия
Старое название — Тюфелев проезд (часть его) по Тюфелевой роще. Современное название дано 15 марта 1954 года по Автозаводской улице.

## Здания и сооружения
По нечётной стороне:
По чётной стороне:
- Дом 4, корпус 1 — Ночной клуб G, Южное Территориальное Бюро Технической Инвентаризации (БТИ)

## Транспорт
- Станции «Автозаводская» московского метрополитена и московского центрального кольца
- Автобусы 766, 944, с799 (остановка «Префектура ЦАО»).